# A spasso tra le note del tempo
A spasso tra le note del tempo è il quindicesimo album discografico di Enzo Draghi, distribuito da CD Click e pubblicato da RCO Europe il 7 dicembre 2021. La versione digitale dell'album è uscita il 7 gennaio 2022.

## Descrizione
L'album, come i due precedenti, è stato prodotto da Nicola Carrassi con la partecipazione dei fan dell'artista all'interno del gruppo Facebook "The Golden Age Reload 2021". Per i membri di questo gruppo, è stato disponibile in anticipo rispetto alla data d'uscita ufficiale e in un'edizione differente limitata. Questa prima stampa presenta il sottotitolo "Music Factory Vol.2".
All'interno del disco è stato inserito un mini booklet contente un'illustrazione che funge da copertina alternativa dell'album. Inoltre, a causa di un errore meccanico, l'opera ha avuto due differenti scalette e quella prevista in origine, si è scelto di lasciarla nell'uscita digitale dell'album. 
L'opera raccoglie canzoni inedite dell'artista da diversi periodi della sua carriera musicale, a partire dal 1976 fino al 2018, tutte scelte dallo stesso Draghi. Le ulteriori canzoni presenti sono stato scelte dal produttore Carrassi. 
L'artista ha raccontato in un'intervista alcuni retroscena dell'album e delle canzoni che lo compongono.
- Basandosi sulla scaletta originale, l'album si apre con il brano Take me Tonight. La canzone è una cover di Gene Pitney incisa dall'artista e uscita come singolo nel 1976, successivamente all'incontro di Draghi con Alberto Anelli.
- Il brano A Reason to Believe in Life è un tributo dell'artista al gruppo corale di Paola Orlandi, di cui lo stesso faceva parte. Proprio per questo, l'artista ha curato l'arrangiamento arrichendolo molto dal punto di vista corale, includendo tutti e 15 i componenti del gruppo.
- Per quanto riguarda You, il brano è una registrazione in presa diretta di un duetto di Paola Orlandi ed Enzo Draghi con quest'ultimo al pianoforte.
- L'album contiene, inoltre, quattro brani scritti per Cristina D'Avena Lady Lovely, L’isola della piccola Flo, Oh Luna amica mia e Palla al centro per Rudy nate nel 2018 per festeggiare il successo dell’operazione Golden Age, ovvero la celebrazione dei suoi 50 anni di carriera[2].

## Tracce
La scaletta è stata divisa dall'autore in sezioni diverse intervallate da titoli
Scaletta originale (edizione digitale)
Edizioni musicali Pa74Music tranne Take me Tonight, A Reason to Believe in Life, Freedom e La mia Margot.
1. Take me Tonight – 3:24 (Aaron H. Schroeder, Roy Alfred, Wally Gold; edizioni musicali R.C.A.)
2. A Reason to Believe in Life – 4:21 (testo: Pamela Jane Fries, Paola Orlandi – musica: Vincenzo Draghi; edizioni musicali Soul Trade Music)
3. Freedom – 5:24 (testo: Pamela Jane Fries e Paola Orlandi – musica: Vincenzo Draghi; edizioni musicali Soul Trade Music)
4. Tu dime te quiero – 4:03 (testo: Paola Orlandi – musica: Vincenzo Draghi)
5. You (feat. Paola Orlandi) – 4:38 (testo: Paola Orlandi – musica: Vincenzo Draghi)
6. Bambina donna sei – 4:02 (testo: Alessandra Valeri Manera – musica: Carmelo Carucci)
7. Amare amori – 4:00 (Vincenzo Draghi)
8. La mia Margot – 3:58 (Eros Cristiani, Mariagrazia Cucchi e Veronica Niccolai; edizioni musicali Latlantide Promotions)
9. La mia Margot (base musicale) – 3:58 (Eros Cristiani, Mariagrazia Cucchi e Veronica Niccolai; edizioni musicali Latlantide Promotions)
10. Oh luna amica mia (acustica) – 3:43 (testo: Alessandra Valeri Manera – musica: Vincenzo Draghi)
11. Lady Lovely (acustica) – 2:08 (testo: Alessandra Valeri Manera – musica: Vincenzo Draghi)
12. Palla al centro per Rudy (acustica) – 1:56 (testo: Alessandra Valeri Manera – musica: Vincenzo Draghi)
13. L'isola della piccola Flo (acustica) – 4:18 (testo: Alessandra Valeri Manera – musica: Vincenzo Draghi)
14. A' Balansa – 6:06 (musica: Vincenzo Draghi)
15. Gentle Lover – 3:30 (musica: Vincenzo Draghi)

Seconda versione (edizione fisica)
1. Oh luna amica mia (acustica) – 3:43
2. Lady Lovely (acustica) – 2:08
3. Palla al centro per Rudy (acustica) – 1:56
4. L'isola della piccola Flo (acustica) – 4:18
5. A' Balansa – 6:06
6. Gentle Lover – 3:30
7. Take me Tonight – 3:24
8. A Reason to Believe in Life – 4:21
9. Freedom – 5:24
10. Tu dime te quiero – 4:03
11. You (feat. Paola Orlandi) – 4:38
12. Bambina donna sei – 4:02
13. Amare amori – 4:00
14. La mia Margot – 3:58
15. La mia Margot (base musicale) – 3:58

## Produzione
- Nicola Bartolini Carrassi – ideazione e produzione per RCO Music
- Enzo Draghi – direzione artistica
- Jordi De La Renta – grafica
- Marco Addati – illustrazione interna
- Fulvio Maggi – foto di copertina

Le foto della copertina vengono dall'archivio di Enzo Draghi.